# 尾小平志津香
尾小平志津香（1968年10月6日—）是日本女性聲優，出生於廣島縣廣島市。血型為A型。尾木Pro THE NEXT所屬。
聲優代表作為《網球王子系列》（龍崎堇）。

## 演出作品

### 電視動畫
- 愛你寶貝（片倉三沙子）
- 小魔女Doremi（掃把魔女、魔女松）
- 我愛美樂蒂（花子）
- 極速方程式（小伸的母親）
- 神槍少女（奧麗加）
- 功夫小食神（冷奶奶）
- 甜心戰士（美春老師、黃金女經理）
- 金田一少年之事件簿（七瀨美雪的母親、竹）
- 烏龍派出所（兩津米、寺井之妻、老奶奶、交通警察・吉田、花丸好子、夏木美美、暴龍上校之妻、目暮之妻）
- 玩偶遊戲（阿姨）
- 頑皮小白貂（仙堂的母親）
- 真·女神轉生 惡魔之子（老奶奶、山姥姥）
- 真·女神轉生 惡魔之子Dチルドレン ライト&ダーク（ラミア）
- 數碼寶貝馴獸師（ババモン）
- 網球王子（龍崎堇）
- 暮蟬悲鳴時（園崎阿魎）
- 暮蟬悲鳴時解（園崎阿魎）
- 貓的集會（秋比的奶奶）
- 向陽之樹（東湖的母親、老婆婆、老闆娘）
- 我們的存在（雜貨店的大嬸）
- 陸奧圓明流外傳 修羅之刻（老婆婆）
- 浪客劍心（近江女）

2005年
- 蟲師（阿庵的母親、農家女、女島民、幫傭）

2016年
- 夏目友人帳 伍（女親戚）
- 黑白來看守所（御十義飾）

2022年
- 秘密內幕～女警的反擊～（齋藤）

### OVA
- 動畫古典文學館（老奶奶）
- 網球王子（龍崎堇）

### 網路動畫
2017年
- 黑白來看守所 第2期（御十義飾）

### 電玩
- 浪客劍心十勇士陰謀篇（由利）

## 外部連結
- 個人介紹 （页面存档备份，存于）